# Nöttjärnen, Hälsingland
Nöttjärnen är en sjö i Bollnäs kommun i Hälsingland och ingår i Nianåns huvudavrinningsområde. Sjön har en area på 0,0916 kvadratkilometer och ligger 168 meter över havet.

## Delavrinningsområde
Nöttjärnen ingår i det delavrinningsområde (683063-154089) som SMHI kallar för Utloppet av Lill-Nien. Medelhöjden är 196 meter över havet och ytan är 11,33 kvadratkilometer. Det finns ett avrinningsområde uppströms, och räknas det in blir den ackumulerade arean 31,67 kvadratkilometer. Avrinningsområdets utflöde Nianån mynnar i havet. Avrinningsområdet består mestadels av skog (66 procent). Avrinningsområdet har 2,84 kvadratkilometer vattenytor vilket ger det en sjöprocent på 25 procent. Bebyggelsen i området täcker en yta av 0,18 kvadratkilometer eller 2 procent av avrinningsområdet.